# 國際松濤館空手道連盟
NPO法人國際松濤館空手道連盟（こくさいしょうとうかんからてどうれんめい、Shotokan Karate-do International Federation, SKIF）は、日本の空手団体。流派は松濤館流（しょうとうかんりゅう）。加盟国は世界138カ国・国内132支部。本部は東京都大田区。

## 概要

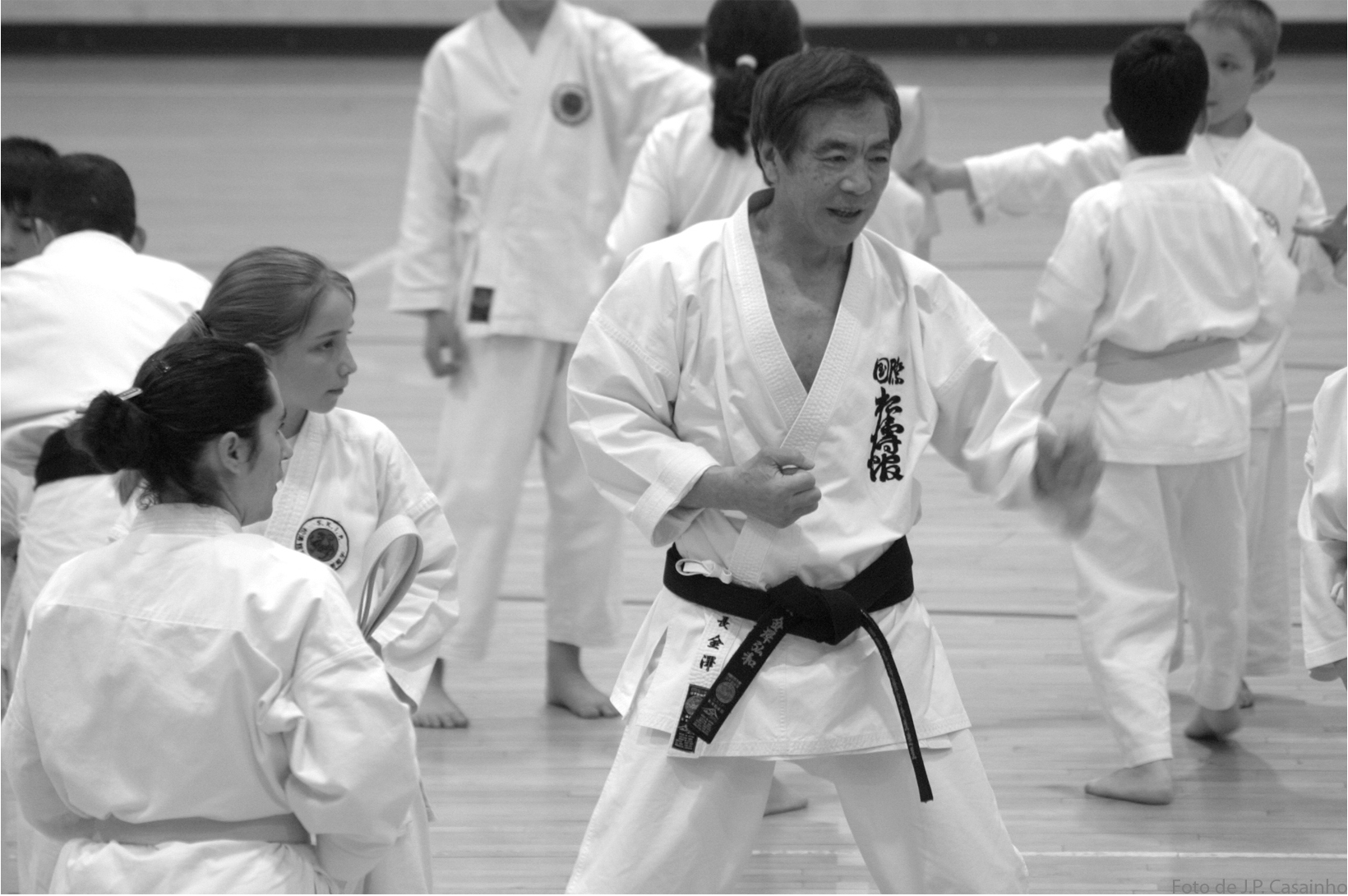
館長の金澤弘和、2005年4月ポルトガルにて

1978年、空手家の金澤弘和が日本空手協会より独立し設立。